# Jan Frederik Helmers

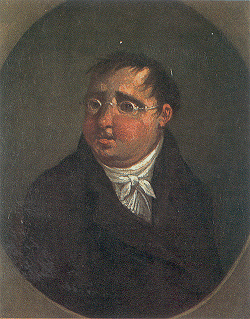
Jan Frederik Helmers (portret door P. Velijn - Atlas van Stolk Rotterdam).

Jan Frederik Helmers (7 maart 1767 – 26 februari 1813), was een Nederlandse dichter in de Franse tijd, zoon van een zeer welgestelde Amsterdamse metselaar, steenkoper en makelaar. Behalve met het familiebedrijf hield hij zich met literatuur bezig. Hij was lid van het patriotse Amsterdamsch letterkundig genootschap 'Concordia et Libertate', gevestigd in de Kalverstraat.
'Helmers was een man van de Verlichting, net als zijn zwager Cornelis Loots (1764-1834). Hij was voorstander van verdraagzaamheid en vooruitgang.' Hij vereerde Voltaire, zoals bleek in 1790, in een groot dichtwerk over Socrates, met wie hij Voltaire vergeleek.

Helmers bewonderde ook Vondel, ‘zijn meester'. Bovenal had hij een grote nationalistische visie, die hij ten toon spreidde in zijn grootste dichtwerk De Hollandsche natie (1812). Hij  bejubelt daarin het verleden van Nederland. 'Toen dit boek uitkwam, was Nederland ingelijfd bij Frankrijk. Helmers hamert erop, dat de Nederlanders zich nooit hebben laten knechten.'
'Hij hoopte op de terugkeer van de tijd waarin de Republiek onder leiding van een krachtige stadhouder een machtige en welvarende wereldmacht was. De Bataafse Revolutie vond hij het absolute dieptepunt van de geschiedenis.'
 Zijn stijl was retorisch en bombastisch. Dat hing mede samen met het feit dat zijn poëzie niet zozeer bedoeld was om gelezen te worden, als wel om gehoord te worden.

## De Hollandsche natie
Zijn grote gedicht (in zes zangen) De Hollandsche natie uit 1812 bracht Helmers in problemen met de Franse bezetting. De Franse censuur verbood publicatie van deze fel nationalistische, epische tekst niet, hoewel zij alleen maar gelezen kan worden als een oproep tot verzet. Wel moest Helmers het werk aanpassen. Toen de politie arriveerde om hem gevangen te nemen en over te brengen naar Parijs, zou volgens het gerucht zijn zwager Cornelis Loots alleen maar het lichaam van de juist overleden Helmers hebben kunnen tonen.

Het dichtwerk maakte veel indruk in binnen- en buitenland, werd in andere talen vertaald (integraal in het Frans, partieel in enkele andere talen), en werd tot laat in de 19e eeuw vele malen herdrukt. 'Delen van de tekst werden opgenomen in bloemlezingen en waren verplichte lectuur op scholen. Als gevolg daarvan behoorde De Hollandsche natie lange tijd tot de basisuitrusting van elke enigszins ontwikkelde Nederlander'.

### Thema's en inhoud
De centrale thema's in De Hollandsche natie zijn het roemrijke voorgeslacht, de zeevaart, de handel, vaderlands- en vrijheidsliefde en het dichterschap. Zie de complete tekst van De Hollandsche natie, editie Lotte Jensen met medewerking van Marinus van Hattum, Nijmegen 2009, op DBNL: , met 'Korte inhoud van het voorgaande dichtstuk', pp. 269–271.

## Werken
- Bespiegeling, dichtstuk by den aanvang van het jaar 1788[a] (1788)
- Socrates in drie zangen[b] (1790)
- Lijkzang op het graf van Nederland (1795)
- Dinomaché, of de verlossing van Athene; treurspel[c] (1798)
- Aan het vaderland (1799)
- Over de oneindige volmaakbaarheid der menschelyke natuur. Lierzang[d] (1802)
- Gedichten van Jan Fredrik Helmers[e] (1809-1810)
- De Hollandsche natie, in zes gezangen[f] (1812)

## Eerbetoon

### Van tijdgenoten
- M. van Hattum (2013), Hulde aan Helmers. Lofdichten op Jan Fredrik Helmers (1767-1813), Amstelveen: EON Pers, DBNL

### Vernoemingen
- Amsterdam, waar Helmers was geboren, eerde hem met een drietal straatnamen, namelijk de Eerste, Tweede en Derde Helmersstraat. 'Helmersstraten' zijn er ook in Haarlem (Jan Frederik Helmersstraat) en verder in Den Haag, Rotterdam en Zandvoort (Helmersstraat). Hilversum heeft een Helmerslaan, en Hengelo een Helmersweg, evenals voorheen  Bandoeng: Helmersweg → Jalan Dr. Rajiman (was genoemd naar Jan Frederik Helmers; nu naar arts en onafhankelijkheidsstrijder Rajiman Wedyodiningrat).